# Arrows A22
El Arrows A22 fue un monoplaza con el que el equipo Arrows compitió en la temporada 2001 de Fórmula 1. Fue conducido por Jos Verstappen, que estaba en su segundo año con el equipo, y Enrique Bernoldi, un novato que trajo el patrocinio de Red Bull.

## Temporada 2001

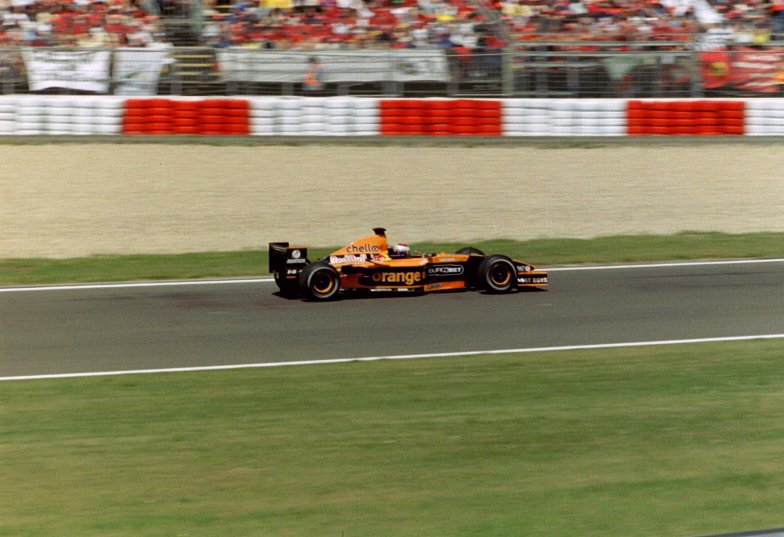
Jos Verstappen, conduciendo su coche en el GP de Europa del 2001.

El A22 fue un desarrollo del muy prometedor A21 del año anterior. Sin embargo, el proyecto se vio obstaculizado por el cambio osde proveedores de motores por segundo año consecutivo. Salió Supertec con sede en Renault, y llegaron los motores Asiatech, un desarrollo privado del Peugeot que el equipo Prost había usado en 2000. El motor era menos potente que su predecesor y también tenía problemas de fiabilidad.
El equipo tomó la decisión de equipar el coche con un tanque de combustible muy pequeño. Esto dio como resultado varias estrategias de alto perfil y bajo consumo de combustible ya que los conductores, particularmente Verstappen, usaron sus monoplazas ligeros con buenos resultados en las etapas iniciales de muchos de los Grandes Premios. A pesar de que Bernoldi lo calificó en general, el ritmo de carrera del neerlandés fue mucho más rápido en comparación. Sin embargo, la estrategia del equipo solo aseguró un punto, en el GP de Austria. Hubo otros momentos prometedores, pero el neerlandés también borró su cuaderno al involucrarse en un incidente con Juan Pablo Montoya, piloto de Williams en Brasil.
Al final de la temporada, la falta de pruebas y el presupuesto limitado de Arrows comenzaron a notarse, y ambos pilotos se hundieron aún más en la parte posterior del campo. El enfoque cambió a 2002, y el director del equipo Tom Walkinshaw aseguró un suministro de motores Cosworth de clientes poderosos para la próxima temporada.
El equipo finalmente terminó décimo en el Campeonato de Constructores, con un solo punto.
Los patrocinadores fueron: Asiatech, Bridgestone, Orange y Red Bull.

## Resultados

### Fórmula 1
(Clave) (negrita indica pole position) (cursiva indica vuelta rápida)

| Año  | Motor            | Neu. | N.º | Pilotos          | 1   | 2   | 3   | 4   | 5   | 6   | 7   | 8   | 9   | 10  | 11  | 12  | 13  | 14  | 15  | 16  | 17  | Puntos | Pos. |
| ---- | ---------------- | ---- | --- | ---------------- | --- | --- | --- | --- | --- | --- | --- | --- | --- | --- | --- | --- | --- | --- | --- | --- | --- | ------ | ---- |
| 2001 | Asiatech 001 V10 | B    |     |                  | AUS | MYS | BRA | SMR | ESP | AUT | MON | CAN | EUR | FRA | GBR | GER | HUN | BEL | ITA | USA | JPN | 1      | 10º  |
| 2001 | Asiatech 001 V10 | B    | 14  | Jos Verstappen   | 10  | 7   | Ret | Ret | 12  | 6   | 8   | 10  | Ret | 13  | 10  | 9   | 12  | 10  | Ret | Ret | 15  | 1      | 10º  |
| 2001 | Asiatech 001 V10 | B    | 15  | Enrique Bernoldi | Ret | Ret | Ret | 10  | Ret | Ret | 9   | Ret | Ret | Ret | 14  | 8   | Ret | 12  | Ret | 13  | 14  | 1      | 10º  |

- [1]